# Josepa de Bèlgica
Josepa de Bèlgica (Brussel·les, 18 d'octubre de 1872 - Namur, 6 de gener de 1958) fou princesa de Bèlgica, princesa de Saxònia-Coburg Gotha i duquessa de Saxònia amb el tractament d'altesa reial que esdevingué princesa de Hohenzollern-Sigmaringen per matrimoni.

## Biografia
Era filla del príncep Felip de Bèlgica i de la princesa Maria de Hohenzollern-Sigmaringen. Josepa era neta per via paterna del rei Leopold I de Bèlgica i de la princesa Lluïsa d'Orleans; per via materna era neta del príncep Carles Antoni de Hohenzollern-Sigmaringen i de la princesa Josepa de Baden; i germana del rei Albert I de Bèlgica.
Josepa contragué matrimoni el 28 de maig de l'any 1894 a la ciutat de Brussel·les amb el príncep Carles Antoni de Hohenzollern-Sigmarigen. La parella tingué quatre fills que portaren el títol de prínceps de Hohenzollern-Sigmaringen i el tractament d'altesa reial:
- SAR la princesa Estefania de Hohenzollern-Sigmaringen, nada a Potsdam el 1895 i morta a Diessen am Ammersee el 1975. Contragué matrimoni a Namedy el 1920 amb el príncep Josep Ernet Fugger von Glött.
- SAR la princesa Maria Antonieta de Hohenzollern-Sigmaringen, nada a Potsdam el 1896 i morta a Bolzano el 1965. Es casà amb el príncep Egon Eyrl von und zu Waldgries und Liebenaich.
- SAR el príncep Albert de Hohenzollern-Sigmaringen, nat a Potsdam el 1898 i mort a Bühlerhöhe el 1977 Es casà a Potsdam el 1921 amb l'aristòcrata prussiana Ilse Margot von Friedeburg.
- SAR la princesa Enriqueta de Hohenzollern-Sigmaringen, nada a Berlín el 1907 i morta tres dies després a la capital alemanya.

Fou l'última filla sobrevivent del príncep Felip de Bèlgica.

## Distincions
- Dama de l'Orde de Lluïsa